# Nicolás Copano
Nicolás Paolo Patricio Copano Vera (Santiago, 28 de agosto de 1986) es un comunicador chileno, que se ha desempeñado como columnista, radiolocutor, conductor de televisión, profesor universitario, guionista, escritor, productor, realizador de directos, podcaster y emprendedor digital. Su hermano menor, Fabrizio, también es columnista, además de actor y humorista.

## Carrera
Nació en la comuna en La Florida, en Santiago de Chile. Su carrera se ha centrado desde 2002 en la relación entre los medios digitales y la comunicación. Ha sido expositor invitado en universidades nacionales como la UNAP sobre su trabajo y emprendimiento en este aspecto. Como comunicador, ha participado en diversos medios.
Luego de participar en varios programas tanto de radio como de televisión como panelista y colaborador, condujo junto con su hermano Fabrizio los programas de humor y conversación Canal Copano, de Vía X y Conspiración Copano, de Telecanal. Años después, retomó su faceta como presentador, esta vez, en solitario con el noticiero televisivo y en línea Demasiado Tarde, de CNN Chile y el programa de debate Vigilantes, de La Red. También ha sido embajador de la campaña «Internet Segura» de VTR, columnista del diario global Publimetro y profesor del proyecto «Programa tus Ideas» de Fundación País Digital en conjunto con Samsung. 
Actualmente es una de las voces de la Radio La Clave con su programa Copano.news en La Clave, realizador de directos en twitch. 
En 2013 publicó su primer libro titulado Movimiento Social Media, el cual fue presentado el 26 de octubre en la Feria del Libro de Santiago. A fines del año siguiente, recibió el Premio APES como Mejor Conductor de Programa de Debate por su labor como conductor en Vigilantes.
En diciembre de 2015, su cuenta de Twitter fue considerada entre las diecinueve más influyentes de Latinoamérica, según el diario digital Infobae.

## Vida personal
Nicolás es el hijo mayor del matrimonio conformado por el arquitecto Patricio Copano (fallecido en agosto de 2024) y la diseñadora Claudia Vera, tiene dos hermanos, Fabrizio (con quien animó dos programas de televisión) y Samantha.
Copano es reconocidamente ateo.

## Trayectoria

### Programas de televisión
| Año                       | Programa            | Rol                         | Canal     |
| ------------------------- | ------------------- | --------------------------- | --------- |
| 2005-2006[cita requerida] | REC                 | Presentador ("El Informal") | CHV       |
| 2007-2008[cita requerida] | Canal Copano        | Coconductor                 | Via X     |
| 2008                      | Conspiración Copano | Coconductor                 | Telecanal |
| 2010-2013                 | Demasiado tarde     | Conductor                   | CNN Chile |
| 2013-2015                 | #Vigilantes         | Conductor                   | La Red    |
| 2018-[cita requerida]     | Cada noche          | Conductor                   | CNN Chile |

### Obra escrita
- 2013: Movimiento Social Media
- 2023: Que no te pille la máquina

### Videos musicales
- Control mental, de Los Plumabits

## Reconocimientos
- 2008: Rey Guachaca[12]
- 2014: Premios Apes (Mejor Conductor de Programa de Debate)[13]